# Siège de Dole (1479)
Pour les articles homonymes, voir Siège de Dole.
Guerre de succession de Bourgogne
Batailles
Siège de Vesoul (1477), Bataille du pont d'Emagny (1477), Siège de Gray (1477), Siège de Dole (1477), Bataille de Guinegatte (1479), Siège de Dole (1479), Siège de Vesoul (1479)
Le siège de Dole par les troupes françaises de Louis XI a lieu en avril-mai 1479 pendant la guerre de Succession de Bourgogne. Il oppose les troupes françaises dirigées par Charles d'Amboise aux miliciens dolois commandés par le bourguignon Hugues de Thoisy et le comtois Jean de Toulongeon.

## L'invasion française
Les Français, expulsés de Franche-Comté après l'échec du premier siège de Dole à l'automne 1477, ne purent entreprendre une nouvelle invasion qu'en avril 1479. Louis XI demande au gouverneur de Bourgogne, Chaumont-Amboise, de commencer la conquête  de la capitale du comté qui l'a offensé à deux reprises à Dole et à Gray.
Le contexte de cette deuxième attaque est beaucoup moins favorable aux défenseurs comtois. Au prix d'un sévère tribut en argent, les Français retournent les Suisses contre leur ancien allié comtois. C'est donc 6 000 suisses à titre d'auxiliaires qui viennent s'ajouter à une armée composée en grande partie des nobles du ban et de l'arrière-ban,. En plus des forces démesurées qui s'opposent aux défenseurs, ceux-ci sont dépourvus de renforts alliés et ne se sont pas encore remis du dernier passage des Français. Les ressources nécessaires à une résistance sur le long terme manquaient à la province et ne répondaient pas à la grandeur du péril qui les guettait. 
Gardant à l'esprit la défaite honteuse de son prédécesseur, le sire de Craon, d'Amboise aborda la question plus en profondeur, en commençant par la prise de châteaux et de fortifications aux alentours de Dole, afin de prévenir d'éventuelles tentatives d'aide aux assiégés.
Face aux forces importantes des Français, les habitants de la ville ne pouvaient compter que sur une petite garnison composée des milices locales et des étudiants de l'université de Dole.

## Le siège

### Embuscade dans la foret de Chaux
Quelques jours avant le début du siège, le commandant français usa de la ruse, laissant cent à trois cents, de ses hommes avec un grand troupeau de vaches, qui passaient par la forêt de Chaux. Les étudiants courageux, mais indisciplinés lancent alors une sortie massive, espérant reprendre le bétail à l'ennemi. Malheureusement pour eux, il s'agissait d'un piège et ils ont été pris en embuscade. La plupart sont morts encerclés ; ceux qui tentaient de s'échapper étaient tués dans les villages ou se précipitaient dans le Doubs,.

### Prise de Rochefort et début du siège
Après la prise de Rochefort, où Claude de Vaudrey s'est défendu bravement, et du château de Gendrey, Dole est complètement encerclée. Les Français commencent alors le pilonnage de la ville. Après avoir fait de larges brèches, d'Amboise prend plusieurs fois d'assaut la forteresse, sans succès. Les assiégés répondent par des sorties, au cours desquelles ils réussissent à reprendre le château de Bon-Champ. Cette sortie causera d'ailleurs la mort du défenseur français : le gouverneur du Roussillon Tanguy du Châtel,. Une autre sortie, menée par des troupes du prince d'Orange sur les derrières des Français, soulagea les assiégés. Ils tuèrent deux mille hommes de Louis XI et capturèrent leur artillerie.

### La trahison
Bien que la situation des Français s'aggrave, les habitants de Dole ne peuvent résister à un  siège prolongé. Ne recevant pas de renforts, les rebelles passèrent un accord avec  Sigismond d'Autriche, et il envoya des détachements d'Alsaciens et de Ferettois pour aider, mais les alliés étrangers préférèrent négocier avec les Français. Une alliance de courte durée, puisqu'ayant reçu une grosse somme de la part de Charles d'Amboise, ils trahissent les Dolois. Ayant inclus un certain nombre de Français déguisés dans leur armée, les Alsaciens s'approchèrent des murs de Dole. Les citadins étaient un peu suspicieux que leurs alliés aient pu traverser librement le territoire occupé par les Français, et ils n'ont accepté de laisser entrer les Alsaciens dans la ville qu'à la condition de prêter serment. Pour cela, un autel avec des dons sacrés a été apporté à la porte du pont, et le clergé, ainsi que le magistrat et les notables, ont prêté serment solennel aux soldats et aux officiers,.
Lorsque les alliés sont entrés dans la ville, ils ont été accueillis avec du pain et du vin et ont commencé à s'asseoir aux tables dressées. Pendant ce temps, un des détachements a pris le contrôle de la porte et a abaissé le pont suspendu aux cris de "France !". La France ! La ville est prise !" Les habitants prennent immédiatement les armes et, se divisant en deux escouades, appelées l'Arc et l'Arquebuse, prennent position devant l'église Notre-Dame, dans l'espoir de chasser les traîtres de la ville,.

### L'issue finale
Les Français qui ont fait irruption à Dole ont rencontré une résistance qualifiée d'opiniâtre. La bataille la plus brutale a eu lieu sur la place principale, suivie d'un massacre, dont des vieillards des femmes et des enfants. Il est estimé, qu'à l'exception d'un certain nombre de riches citoyens pris en rançon, et de ceux qui ont réussi à s'échapper dans la forêt, la quasi-totalité de la population a été exterminée. Les douze derniers défenseurs se sont réfugiés dans une sorte de sous-sol, qui depuis a reçu le nom de " Cave d'enfer ", où ils se sont défendus jusqu'à ce que d'Amboise, qui s'est approché, arrête l'attaque, ordonnant "de laisser ces enragés pour graine!",.
Pendant deux jours, les envahisseurs pillèrent la ville et avant de se retirer, ils y mirent le feu. Les églises Notre-Dame et Saint-Martin, le palais de Frédéric Barberousse et le palais construit par Louis de Male qui accueille le parlement de Dole sont détruits. Dans toute la ville, seules l'église des Cordeliers, la tour Vergy et la maison des Vurry (de Jean Vurry, trésorier général de Marie de Bourgogne et beau-père de Louis Gollut), où se logeait d'Amboise, subsistaient,.
On pense que la ville a été prise le 25 mai, bien que les sources mentionnent également la date du 3 mai, et selon les documents du conseil municipal de Salins, cette tragédie s'est produite entre le 10 et le 15 mai. Selon Claude Rossignol, l'armée royale s'est rassemblée sur les bords de la Saône le 30 avril. Le 10 mai elle a franchi le fleuve sur le pont de Saint-Jean-de-Losne, en direction de Dole . La date de la prise de la ville du jeudi 25 mai est confirmée par un certificat officiel du 21 février 1494, décrivant la destruction de Dole  .

## Conséquences
Louis XI fait interdire la reconstruction de la ville, mais par une ordonnance de Charles d'Amboise rédigée à Dijon le 20 mars 1480, les habitants survivants ont été autorisés à ériger des cabanes par-dessus les caves où ils se sont cachés. L'université a été transférée à Besançon en 1481, puis Poligny en 1483 et Louis XI fait transférer le parlement le 9 août 1480 à Salins,. Ces institutions reviendront dès 1484 au sein de la capitale comtoise.

### La conquête de la province
L'écrasement de la capitale comtoise provoqua une vague de panique dans le comté : Salins, Poligny, Nozeroy, Luxeuil, Lure et Faucogney capitulent dans la foulée. Seules Arbois, Gray et Vesoul vont vouloir résister et subirent le sort de Dole.
Pourtant, certaines villes, à l'image de Faucogney, Cusance, Belvoir, dans le Nord de la province, sont reprises par les partisans bourguignons. La résistance comtoise s'organise alors dans les montagnes vosgiennes comme jurassiennes. Malgré de bonnes forteresses comme le fort de Joux,, les derniers résistants manquent de vivres et d'équipements pour tenir seuls face aux Français. L'on peut noter parmi ces derniers résistants, l'acte de la dame d'Oiselay, qui lorsque les Français entrèrent dans le château, quitta le lit du malade qu'elle soignait, courut sur les murs, arracha une hallebarde des mains d'un officier français et le tua avec quelques gens de guerre qui entraient dans la place... Elle fut capturée avec son mari et son beau-frère, Jean d'Oiselay,. La résistance capitule progressivement, jusqu'en 1480 où la région semble pacifiée notamment à coup de décapitations et exécutions en tous genres. Au terme de cette conquête, la province est ravagée et plusieurs villages vidés de leurs populations,.
Besançon, qui avait soutenu les rebelles en 1477 au point de frôler la bataille devant ses murs, et qui a réitéré ce soutien en 1479, est elle aussi ébranlée par la chute de Dole. Bien que la ville soit indépendante du comté de Bourgogne, elle est directement menacée par les troupes de Louis XI. Cependant, elle est bien mieux défendue et garnie que n'importe quelle place dans la province et pourrait supporter un siège sur plusieurs mois ou années. Malgré cela, les citadins sont fatigués des guerres incessantes et négocient avec les Français. La ville nomme Louis XI comme son protecteur et ouvre ses portes aux troupes françaises, sans se faire assiéger. 
L'expédition comtoise de Louis XI, lui couta un lourd tribut dans la guerre de Succession de Bourgogne. En effet, elle a dégarni l'armée qui s'occupait des combats au Nord, là où Maximilien de Habsbourg enchaîne les victoires pour défendre l'héritage de sa femme.

### Perte et retour de la Franche-Comté
Le 27 mars 1482, Marie de Bourgogne décède de ses blessures à la suite d'une chute à cheval. L'occasion est trop belle pour Louis XI qui revenait d'un pèlerinage à Saint-Claude. Cet événement provoqua un profond déséquilibre dans les états du Nord, et força Maximilien de Habsbourg à accepter les termes du traité d'Arras. Marguerite d'Autriche, fille de ce dernier avec la comtesse, est promise au dauphin Charles VIII, fils de Louis XI, et apporte pour dot : le comté de Bourgogne parmi d'autres biens.
Sous Charles VIII, la ville de Dole commence à se reconstruire et le parlement ainsi que l'université ont été rendus à la capitale comtoise. Au cours de la troisième altercation franco-habsbourgeoise pour la succession de Charles le Téméraire (1491-1493), les Français sont vaincus à Dournon, près de Salins, et Dole se révolte immédiatement, expulsant ainsi la garnison de l'occupant français et hissant à nouveau les couleurs bourguignonnes.
Le traité de Senlis du 23 mai 1493 rend la Franche-Comté aux Habsbourg-Bourgogne, en la personne de Maximilien de Habsbourg, et en 1494 la ville fut suffisamment reconstruite pour accueillir les États de la province.

## Culture et postérité
Ce siège qui a marqué les esprits de l'époque, laisse énormément d'éléments historiques et culturels.

### Poèmes sur la prise de Dole
Un quatrain populaire comtois, évoqué par Louis Gollut, est né de cet événement :
Un poème pro-français du XVe siècle trouvé sur un manuscrit de la bibliothèque de Sens s’adresse à la capitale comtoise en ces termes :
Il faut cependant rappeler, que contrairement à ce qui est affirmé dans ce texte, Dole est terre d'Empire. De ce fait, le souverain n'est autre que l'empereur (Frédéric III à l'époque).

### La cave d'Enfer
Après la libération des Français, une croix de pierre a été érigée à l'endroit où la bataille a été la plus intense et meurtrière : la cave d'enfer. Une poignée de combattants comtois s'étaient réfugiés dans cette cave et avaient échappé aux massacres. Ils firent une défense acharnée et tiraient depuis l'entrée et les soupiraux de la cave. Ne parvenant pas à les déloger, Charles d'Amboise leur laissa la vie en vociférant à ses hommes "Qu'on les laisse pour graine !". Ils furent parmi les rares survivants. 
Il y a plusieurs versions de l'histoire et certains prétendent que les rescapés auraient mis le feu à la cave et se seraient enfuis par un souterrain.
Ces soldats de l'Arc et d'Arquebus étaient commémorés chaque année le 25 mai et par l'installation d'une croix de pierre. Détruite par les révolutionnaires en 1793, elle fut remplacée par une croix de fer en 1820. Après la révolution des trois Glorieuse, en 1830, ce monument a été transporté dans un cimetière militaire, où il a été érigé en mémorial des morts de Marengo et Austerlitz, puis une croix de pierre a de nouveau été érigée sur la place, qui a ensuite été déplacée à l'intérieur de la clôture de l'église.
Enfin, en mars 1841, le conseil municipal de Dole installe une plaque de marbre au-dessus de la cave, portant ces inscriptions, :
La cave d'enfer est  aujourd'hui située au 53 rue de Besançon.

### La rue d'Enfer

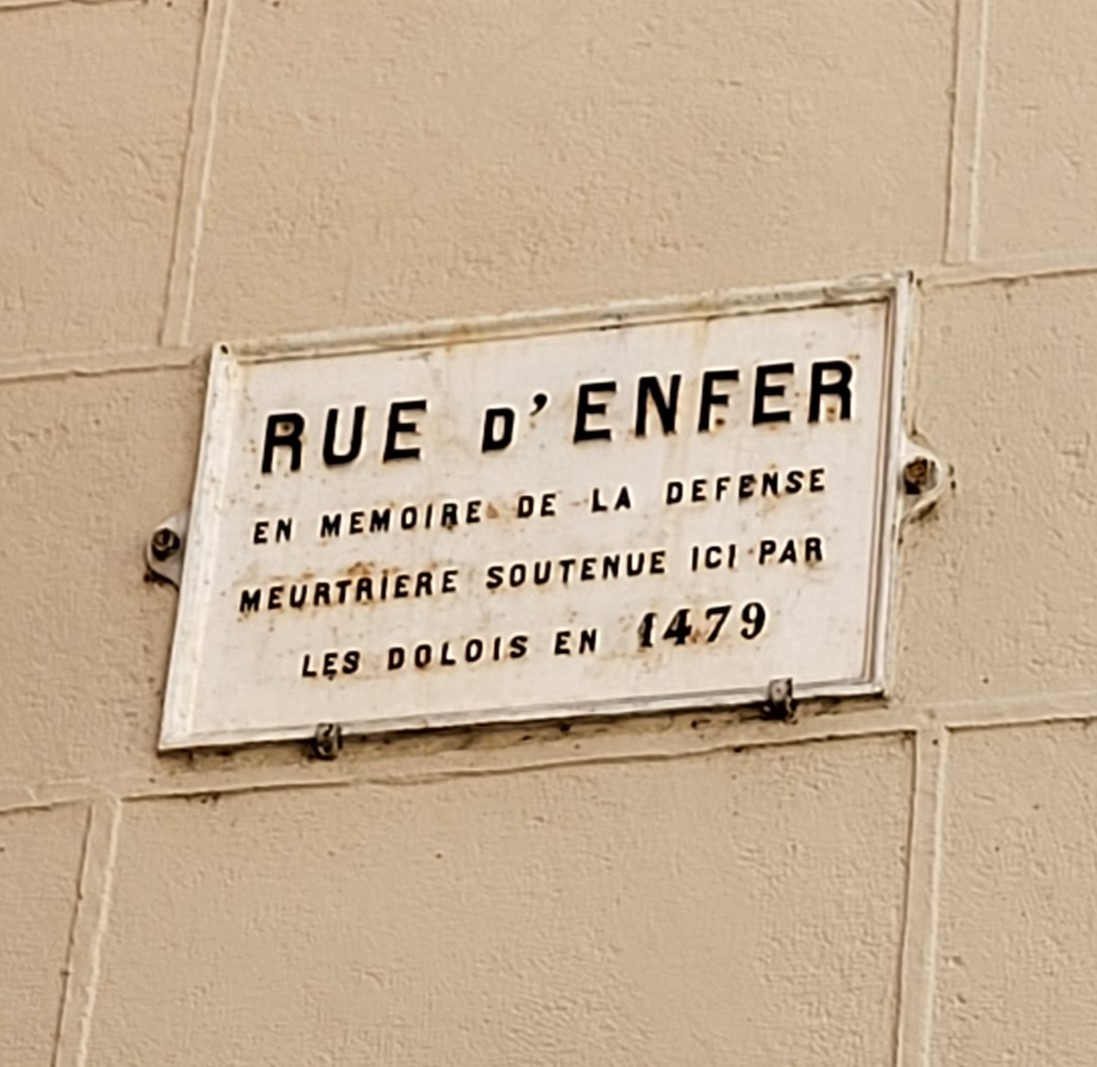
Plaque de la rue d'Enfer à Dole

Autre souvenir du siège de 1479 est la rue d’Enfer (proche de la cave, en montant vers la Collégiale et la Place Nationale). Dans cette ruelle étroite et en pente, les bourgeois de Dole se sont retranchés et ont massacré les envahisseurs français pendant un temps avant de céder finalement devant le nombre. Une plaque de rue commémore aujourd'hui cet événement.
| RUE D'ENFER En mémoire de la défense meurtrière soutenue par les Dolois en 1479 |

### L'origine possible de la devise comtoise
Bien que l'origine de la devise de la Franche-Comté ne soit pas bien connue et qu'elle est généralement attribuée aux évènements du siège de Dole de 1636, il est émis la possibilité qu'elle soit issue du siège de 1479[réf. nécessaire]. Ce serait lorsque les Français tentèrent de déloger les occupants de la cave d'enfer qu'ils lancèrent « Comtois, rends-toi ! ». Les occupants auraient alors répondu « Nenni ma foi ! »[réf. nécessaire].

### La fin de "Dole la Joyeuse"
Avant cet événement, Dole était surnommée dans tout le comté Dole la joyeuse, notamment à cause des nombreuses manifestations populaires qui y étaient organisées. À la suite du siège et de la destruction de la cité, elle fut surnommée, de nombreuses années durant, Dole la dolente. Il en fut également de même après le siège de 1674 et le transfert de la capitale à Besançon.
Cependant, quelques dizaines d'années plus tard, Dole est entièrement reconstruite et ses fortifications ont été nettement améliorées. À ce moment-là, la ville va en grande partie acquérir le visage actuel et les tracés des rues de son centre ancien sont relativement bien préservés. En 1552, Gilbert Cousin, qui aborde succinctement le siège de 1479, dresse de Dole le constat suivant : Mais elle est maintenant presque partout défendue par des fossés profonds, et ses retranchements sont inaccessibles aux vaillants. Des ponts, des murailles, de merveilleux bastions, des maisons particulières des plus luxueuses furent rebâtis, et Dole se releva presque aussi grande, mais plus magnifique et désormais invincible.
Propos qui se vérifieront lors du siège de 1636 où les Français, pourtant en large supériorité numérique, renonceront à la prise de la cité au terme d'un siège de plusieurs mois.